# Mellilä
Mellilä è stato un comune finlandese di 1 258 abitanti, situato nella regione del Varsinais-Suomi. Il comune è stato creato nel 1916 e soppresso nel 2009 quando amministrava Esko Rautiainen. Viene ora eletto un consiglio di villaggio di 5 membri.